# Кхмерське письмо
Кхмерське письмо (кхмерська абетка — кхмер. អក្ខរក្រមខេមរភាសា — ʔakkʰaʔraʔ krɑm kʰeɛmaʔraʔ pʰiesaː) — писемність, що використовується для запису кхмерської мови, яка є державною мовою Камбоджі.

## Історія

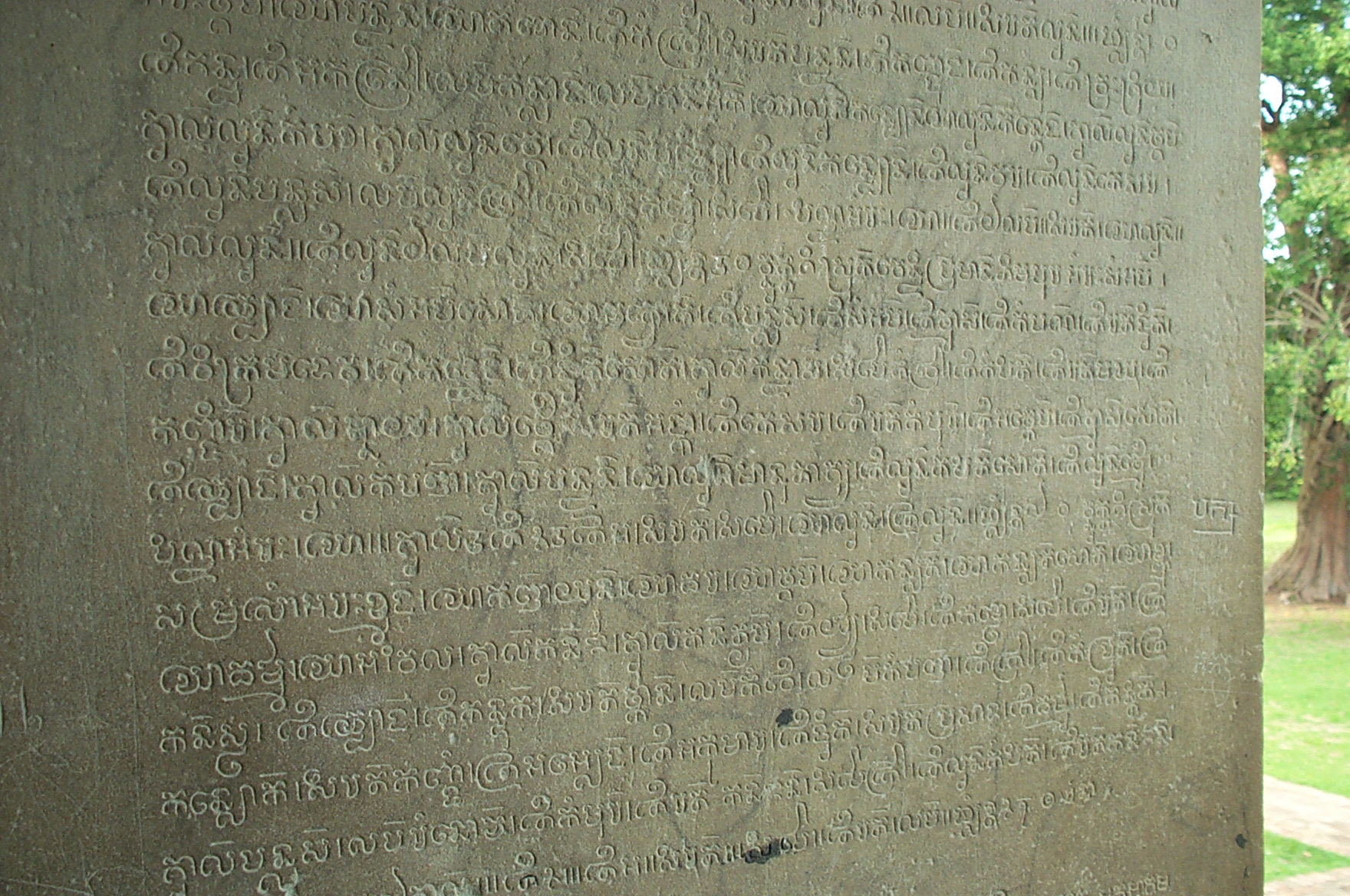
Давній напис кхмерським письмом.

Кхмерське письмо є адаптованим варіантом письма паллава, яке в свою чергу походить від абетки грантха — одного з південних різновидів письма брахмі. Найдавніший напис кхмерським письмом було знайдено в провінції Такео на південь від Пномпеня, він датується 611 роком. Сучасне кхмерське письмо відрізняється від кхмерського письма, написи яким знайдено серед руїн Ангкору. Тайське та лаоське письмо походять від давніх варіантів кхмерського письма.

## Загальний опис
Кхмерське письмо пишеться зліва на право. Слова в межах одного речення, як правило, пишуться разом, без інтервалів. Кластери приголосних в слові складені таким чином, що друга (а часом і третя) приголосна пишеться в зменшеному вигляді під головною приголосною. Первинно до абетки входило 35 приголосних та наразі використовуються лише 33. Кожна літера фактично є приголосним разом з інгерентним голосним — â або ô.
Існує декілька незалежних голосних, проте, як правило, голосні виступають як залежні — допоміжні знаки, що супроводжують приголосні, вказуючи, який голосний має вимовлятися після приголосного (консонантного) кластера. Більшість залежних голосних мають два варіанти вимови, що в більшості випадків залежить від інгерентної голосної тої приголосної, до якої вони додаються. У деяких позиціях після приголосних, написаних без залежних голосних, вимовляється звук інгерентної голосної. Діакритичні знаки вказують на інші модифікації у вимові літер. Кхмерське письмо має також власні числа та знаки пунктуації.

## Написання

### Приголосні
| ក        | ខ          | គ        | ឃ          | ង        |
| kâ /kɑ/  | khâ /kʰɑ/  | kô /kɔ/  | khô /kʰɔ/  | ngô /ŋɔ/ |
| ច        | ឆ          | ជ        | ឈ          | ញ        |
| châ /cɑ/ | chhâ /cʰɑ/ | chô /cɔ/ | chhô /cʰɔ/ | nhô /ɲɔ/ |
| ដ        | ឋ          | ឌ        | ឍ          | ណ        |
| dâ /ɗɑ/  | thâ /tʰɑ/  | dô /ɗɔ/  | thô /tʰɔ/  | nâ /nɑ/  |
| ត        | ថ          | ទ        | ធ          | ន        |
| tâ /tɑ/  | thâ /tʰɑ/  | tô /tɔ/  | thô /tʰɔ/  | nô /nɔ/  |
| ប        | ផ          | ព        | ភ          | ម        |
| bâ /ɓɑ/  | phâ /pʰɑ/  | pô /pɔ/  | phô /pʰɔ/  | mô /mɔ/  |
| យ        | រ          | ល        | វ          |          |
| yô /jɔ/  | rô /rɔ/    | lô /lɔ/  | vô /vɔ/    |          |
| ស        | ហ          | ឡ        | អ          |          |
| sâ /sɑ/  | hâ /hɑ/    | lâ /lɑ/  | 'â /ʔɑ/    |          |

Підписні приголосні
| ក្ក | ក្ខ  | ក្គ | ក្ឃ  | ក្ង |
| k  | kh  | ka | kh  | ng |
| ក្ច | ក្ឆ  | ក្ជ | ក្ឈ  | ក្ញ |
| ch | chh | ch | chh | nh |
| ក្ដ | ក្ឋ  | ក្ឌ | ក្ឍ  | ក្ណ |
| d  | th  | d  | th  | n  |
| ក្ត | ក្ថ  | ក្ទ | ក្ធ  | ក្ន |
| t  | t   | t  | t   | n  |
| ក្ប | ក្ផ  | ក្ព | ក្ភ  | ក្ម |
| b  | ph  | p  | ph  | m  |
| ក្យ | ក្រ  | ក្ល | ក្វ  |    |
| y  | r   | l  | v   |    |
| ក្ស | ក្ហ  | ក្ឡ | ក្អ  |    |
| s  | h   | l  | '   |    |

Підписні приголосні показано в поєднанні з символом kâ.
Для позначення деяких звуків у запозичених словах (переважно з французької та тайської мов) було створено кілька додаткових символів. Більшість з них створюється додаванням підписних приголосних до символу hâ.
| ហ្គ      | ហ្ន      | ប៉       | ហ្ម      | ហ្ល      | ហ្វ              | ហ្ស              |
| gâ /gɑ/ | nâ /nɑ/ | pâ /pɑ/ | mâ /mɑ/ | lâ /lɑ/ | fâ /fɑ/ wâ /wɑ/ | zâ /zɑ/ žâ /ʒɑ/ |

### Голосні
| Група a | Група a     | Група o | Група o     |
| ------- | ----------- | ------- | ----------- |
| ក       | kâ /kɑ/     | គ       | kô /kɔ/     |
| កា       | ka /ka:/    | គា       | kéa /kiːə/  |
| កិ       | kĕ /ke/     | គិ       | kĭ /ki/     |
| កី       | kei /kəj/   | គី       | ki /kiː/    |
| កឹ       | kŏe /kə/    | គឹ       | kŏe /kɨ/    |
| កឺ       | kœ /kəːɨ/   | គឺ       | kœ /kɨː/    |
| កុ       | kŏ /ko/     | គុ       | kŭ /ku/     |
| កូ       | ko /koːu/   | គូ       | ku /kuː/    |
| កួ       | kuŏ /kuːə/  | គួ       | kuŏ /kuːə/  |
| កើ       | kaeu /kaːə/ | គើ       | keu /kəː/   |
| កឿ       | kœă /kɨːə/  | គឿ       | kœă /kɨːə/  |
| កៀ       | kiĕ /kiːe/  | គៀ       | kiĕ /kiːe/  |
| កេ       | ké /keːi/   | គេ       | ké /keː/    |
| កែ       | kê /kaːe/   | គែ       | kê /kɛː/    |
| កៃ       | kai /kaj/   | គៃ       | key /kɨj/   |
| កោ       | kaô /kaːo/  | គោ       | koŭ /koː/   |
| កៅ       | kau /kaw/   | គៅ       | kŏu /kɨw/   |
| កុំ       | kom /kom/   | គុំ       | kŭm /kum/   |
| កំ       | kâm /kɑm/   | គំ       | kum /kum/   |
| កាំ       | kăm /кам/   | គាំ       | kŏâm /koəm/ |
| កះ       | kăh /kah/   | គះ       | keăh /keəh/ |
| កុះ       | kŏh /koh/   | គុះ       | kuh /kuh/   |
| កេះ       | kéh /keih/  | គេះ       | kéh /keːh/  |
| កោះ       | kaŏh /kɑh/  | គោះ       | kuŏh /kʊəh/ |
| កៈ       | kă' /kaʔ/   | គៈ       | keă' /keəʔ/ |

Незалежні голосні
| ឣ    | â /ʔɑʔ/   |
| ឤ    | a /ʔa/    |
| ឥ    | ĕ /ʔe/    |
| ឦ    | ei /ʔəj/  |
| ឧ    | ŏ /ʔ/     |
| ឩ    | ŭ /ʔu/    |
| ឪ    | ŏu /ʔɨw/  |
| ឫ    | rŏe /ʔrɨ/ |
| ឬ    | rœ /ʔrɨː/ |
| ឭ    | lŏe /ʔlɨ/ |
| ឮ    | lœ /ʔlɨː/ |
| ឯ    | é /ʔeː/   |
| ឰ    | ai /ʔaj/  |
| ឱ, ឲ | aô /ʔaːo/ |
| ឳ    | âu /ʔaw/  |

### Діакритичні знаки
| ំ | назалізує голосний                                                                    |
| ះ | додає придихання до голосного, зазвичай опускається                                   |
| ៈ | додає глоталізацію до голосного, зазвичай опускається; відносно новий знак            |
| ៉ | використовується для перетворення деяких приголосних групи o в групу a                |
| ៊ | використовується для перетворення деяких приголосних групи a в групу o                |
| ុ | використовується, якщо дві верхні дикритики перетинаються з надписним знаком голосної |
| ់ | використовується для скорочення деяких голосних                                       |
| ៌ | використовується так само, як і наступний знак                                        |
| ៍ | використовується щоб представити деякі літери як такі, що не вимовляються             |
| ៎ | використовується для вказівки на піднесення інтонації при напрузі                     |
| ័ | представляє короткий голосний в словах з санскриту палі, зазвичай опускається         |
| ៑ | застарілий знак                                                                       |
| ្ | розроблений для юнікоду, використовується для створення підписних приголосних         |

### Приклад тексту
Нижче наведено переклад кхмерською мовою першої статті «Загальної декларації прав людини».
មនុស្សទាំងអស់កើតមកមានសេរីភាពនិងភាពស្មើៗគ្នាក្នុងសិទ្ធិនិងសេចក្ដីថ្លៃថ្នូរ។ មនុស្សគ្រប់រូបសុទ្ធតែមានវិចារណញ្ញាណនិងសតិសម្បជញ្ញៈ ហើយត្រូវប្រព្រឹត្ដចំពោះគ្នាទៅវិញទៅមកក្នុងស្មារតីរាប់អានគ្នាជាបងប្អូន។
Український переклад: Всі люди народжуються вільними і рівними у своїй гідності та правах. Вони наділені розумом і совістю і повинні діяти у відношенні один до одного в дусі братерства..

### Цифри
| ០    | ១    | ២  | ៣   | ៤    | ៥    | ៦         | ៧       | ៨        | ៩         | ១០  |
| 0    | 1    | 2  | 3   | 4    | 5    | 6         | 7       | 8        | 9         | 10  |
| សូន្យ  | មួយ   | ពីរ | បី   | បួន   | ប្រាំ   | ប្រាំមួយ      | ប្រាំពីរ    | ប្រាំបី      | ប្រាំបួន      | ដប់  |
| sohn | muŏy | pi | bei | buŏn | prăm | prăm muŏy | prăm pi | prăm bei | prăm buŏn | dop |